# Сюнчелей, Шариф Хамидуллович
Шариф Хамидуллович Сюнчелей (3 ноября 1885, Старый Мостяк, Саратовская губерния — 9 ноября 1959, Москва) — педагог, организатор народного образования. Первый директор Башкирского государственного педагогического института имени К. А. Тимирязева (ныне Уфимский университет науки и технологий).

## Биография
Родился 3 ноября 1885 года в деревне Старый Мостяк Хвалынского уезда (ныне — в Старокулаткинском районе Ульяновской области).
Участвовал в революционном движении 1905—1907 годов.
В 1907 году окончил Казанскую учительскую школу.
В 1907—1915 гг. преподавал в начальной русско-башкирской школе деревни Сараши Осинского уезда Пермской губернии.
В 1915—1917 гг. работал в Уфимском губернском земстве лектором-инструктором внешкольного образования по Ново-Каргалинскому району Белебеевского уезда Уфимской губернии. В 1916 году прошёл трёхмесячные курсы по внешкольному образованию при Московском городском университете имени А. Л. Шанявского.
В 1917 году переехал в Уфу. Стал членом Уфимского городского Совета, коллегии по делам мусульман. Был избран членом Всероссийского учредительного собрания от Уфимского округа. Работал в органах народного образования — являлся членом Коллегии горОНО, инструктором губОНО, председателем Бюро национальных меньшинств (Нацмен), заведующий отделением Единой трудовой школы, заведующий Губернским отделом социального воспитания (Губсоцвос) и членом Коллегии Башнаркомпроса.
С 1922 года являлся заместителем наркома просвещения Башкирской АССР. Возглавил Учебно-методическую комиссию при Академцентре, а с 1925 года назначен председателем Академцентра.
В сентябре 1927 года стал заведующим Уфимским институтом народного образования, который в 1929 году был реорганизован в Башкирский государственный педагогический институт имени К. А. Тимирязева (ныне Уфимский университет науки и технологий). Редактировал краеведческий журнал «Башҡорт аймағы» («Башкирский край»).
13 июня 1929 года Ш. Х. Сюнчелей был утверждён первым директором БГПИ имени К. А. Тимирязева (ныне Уфимский университет науки и технологий).
С 1930 года жил в Москве, работал в НИИ народов Востока, преподавал в Московском текстильном институте.
Умер 9 ноября 1959 года в Москве. Похоронен на Даниловском мусульманском кладбище в Москве. Его именем названа улица в Уфе.

## Научная деятельность
Ряд статей Шарифа Хамидулловича («Башкиры Пермской губернии», «Татары и мишары Саратовской губернии» и «Зло наших дней») были опубликованы в журнале «Мусульманин», который издавался в Париже на русском языке.
Являлся соавтором третьей части книги для чтения «Йәш быуын» («Молодое поколение») и автором пособия для учителей «Общие сведения о Башкирии» (статистическо-экономический справочник на башкирском языке).
Был автором различных методических пособий по организации работы с детьми: «Практическая работа в детском саду» (1921), «Беседы с маленькими детьми» (1923), «Комплексный метод обучения в школе» (1924), «Ребёнок и его среда» (1926), «Организация работы в семье» (1930) и хрестоматий «Яны мэктэб».
Под редакцией Шарифа Хамидуловича была составлена «Программа по обществознанию» и «Программа по изучению Башкирии», опубликованные в 1927 году на башкирском языке в журнале «Белем», а также были опубликованы три выпуска «Башкирских краеведческих сборников» (1926—1929 гг.) и «Исторического очерка Тамьян-Катайского района БАССР» (1926).
В 1947 году в Москве вышла его брошюра «Этнографические особенности башкир». Переводил рассказы татарской писательницы Лябибы Ихсановой (1923—2010); в последние годы жизни готовил к печати сборник избранных произведений своего брата Сагита Сунчелея.

## Семья
- Брат — Сагит Сунчелей (1889—1937), известный татарский поэт[4][5].